# ゼネラルマネージャー
ゼネラルマネージャー（英: General manager、略語：GM）は、英連邦諸国や米国の企業・団体で広く用いられる役職の一つであり、自身の配下にある組織に対して決定権を持つ役職。コトバンクでは総支配人、総責任者。
かつてはすべてをマネージするという意味から「社長」の意味もあったが、現在は直訳の統括部長の意味が近い。

## 概要
企業・団体の管理職の一つで、一般にマネージャー（支配人）の上位の役職とされる。
英連邦諸国では会社法でマネージャー (manager) は会社の役員 (officer)とされており、ゼネラルマネージャー（総支配人）が日本の会社で言うところの執行役にあたる場合がある。なお、香港ではゼネラルマネージャー (general manager) は董事を兼任しない総経理の英語表記とされる。また、アメリカでもカリフォルニア州のように、定款に別段の定めがない限り理事長または社長 (president)（理事長または社長 (president) を置かない場合は会長 (chairman of the board)）が、ゼネラルマネージャー（総支配人）および最高経営責任者 (CEO) となると法人法典 (corporations code)（会社法や非営利法人法などを包含する）で定める州もある。
一方、企業・団体によっては、日本の大企業で言うところの部長職にあたる場合もある。(この場合は、日本の課長職にあたるマネージャーが損益責任を負わされないのに対し、ゼネラルマネージャーは損益責任を持つことが一般的である。英文肩書きのゼネラルマネージャーは配下組織の人事権や、会社全体の経営への進言も可能である。 ただし、日本企業の「部」に相当する「ディビジョン」を統括する「部長」の場合、英文肩書きのディビジョンマネージャーを用いる場合もあるが、何も付けない「マネージャー」が相当する場合がほとんどでその場合、「部署名」+「Manager」が肩書きとしてはふさわしい（例：経理部長=Accountants Managerなど）。
日本企業においても、マネージャー、ゼネラルマネージャーを正式な職位とし、従来の課長、部長といった役職はその別名として扱うことも多い。なお、日本企業では社長やCEOが兼任するような役職の場合は、ゼネラルマネージャーではなく総支配人と称することが多い。一般企業で英文の肩書きとして用いる場合「係長、課長、部長」の職位のさらに上位、一般的に企業経営の決定権を持つ者に用いられる場合が多い。

## スポーツにおけるゼネラルマネージャー
GMは欧米、特にアメリカのプロスポーツで重要な役職である。チームのほとんどの権限はGMが有し、チームの編成や方針の決定、選手や代理人との契約交渉、トレードやドラフトなどの新人獲得のとき誰を獲得・放出するか、誰をマイナーリーグなどの下部組織から昇格させるかなど多岐に渡り、球団オーナーから用意された予算の範囲内でこなす。監督はGMの決めた方針を忠実に実行する中間管理職に過ぎないケースが多い。
GMが有能であるか否かがチームの戦力を大きく左右するため、有能なGMは別のチームに引き抜かれることもしばしばある。

### メジャーリーグにおけるGM
GMはさまざまな会見で積極的にメディアに登場する球団の顔でもあり、球団を統率するカリスマ性、経営感覚、契約更改やトレードにおける交渉力、選手の能力を見極める眼力、種々のデータを分析する統計学的センスなど総合的な能力が求められる。
メジャーリーグのGMは、2つのタイプに大まかに分類できる。1つは選手やスカウトを経験してきた現場組で、もう一方は、選手経験の無い背広組。広報やマーケティングなどで実務経験を積んだ人物で、MBAや弁護士資格を持つものが多い。
メジャーリーグでは、かなり昔から言葉としてあったようで、1962年文藝春秋10月号に中澤不二雄が書いた記事の中に、前にヤンキースが日本にきたとき、当時監督だったステンゲルが、中澤の来期構想を聞いた質問に対して「それは僕にはわからない、総支配人（ジェネラルマネージャー）のワイズに聞いてくれ」と言ったという記述がある。さらに、金を出すのはオーナー、選手を取ったり、チームの構想を作るのはジェネラルマネージャー、実戦の指揮をとりチームを強くするのは監督、との記述もされている（文藝春秋にみるスポーツ昭和史 第二巻 P244、文藝春秋、1988年8月）。

### 海外サッカーにおけるGM
日常の実務的なクラブの経営を仕切っている。ただ、多くのクラブでは実質的な権限をオーナーが握っている場合が多い事から重要な場合においてはオーナー自身がクラブの重要な意思決定を下している。なお、各クラブによっては名称がスポーツディレクターや強化ディレクターなどと呼ぶ場合もある。

### 日本におけるGM

#### プロサッカー（Jリーグ）
日本ではJリーグ発足を念頭に古河電気工業サッカー部を母体にクラブチーム化された東日本JR古河FCが、1991年にGMポストを作り、就任した奥寺康彦が日本におけるGM第1号とされている。
1993年にJリーグが開幕した。2年目のファーストステージでノーマークの当時最西端のチームであるサンフレッチェ広島が優勝し、取締役強化部長兼総監督として長年にわたり編成全権を担った今西和男が脚光を浴びた。二宮清純が今西を「ゼネラルマネージャー」と表現している。今西はGMの役職名ではなかったが、サンフレッチェ優勝を伝えた1994年の写真週刊誌「FLASH」6月28日号9頁に、今西を「ゼネラルマネージャー」と紹介した記述が見られる。「サッカー批評」は、今西を「日本の元祖ゼネラルマネージャー」と評しており、今日その呼称が定着している。ゼネラルマネージャーという言葉が定着したのはこの前後と見られ、1994年頃のサッカー誌などの媒体には「ゼネラルマネージャー」という活字がたくさん使われている。今西のGMとしての功績として分かりやすい逸話に、無名だった高校時代の森保一を当時のハンス・オフトコーチと一緒に見に行き、オフトは全く興味を示さなかったが、今西が視野の広さと3手先まで読んでパスが出せること、危機察知能力を評価し、採用を決めたという話がある。
Jリーグでは1999年より「クラブマネジメント」「マーケティング」「チームマネジメント」の三つのカリキュラムで構成されるゼネラルマネージャー講座を開設し、国内外から大学教授・研究者・強豪海外クラブのGMを講師として招いて組織的なGMの養成を行っている。

#### プロ野球
メジャーリーグ流の球団管理方法が注目されたこともあり、パシフィック・リーグの球団を中心にゼネラルマネージャー制の導入が進んでいる。
日本野球機構（NPB）管轄のプロ野球において、スタッフの役割が細分化されていなかった過去の一時期には、三原脩を代表例とする「総監督」の役職で、選手の獲得や契約金の査定などを担うチーム編成に全体的に携わる肩書を設けた球団があった。
NPBの多くの球団では球団代表の英訳に「General manager」を充てるケースがあったが、親会社の社員が出向の形で球団代表に就任する例が多数を占め、プロスポーツ管理の専門家は少なかったことから、メジャーリーグにおけるGMに比較して権限がきわめて狭かった。
かつては日本ハムファイターズ監督だった大沢啓二が、広島東洋カープの江夏豊を獲得するため、自ら単身で広島の松田耕平オーナー宅に出向いて交渉しトレード移籍を実現させた例 があるように、監督がチーム編成に大きな権限を持っていて現在の観点においてGMを兼任していたといえるケースが一般的であった。大沢は監督退任後、再任される1984年から1992年までの期間は球団フロントに入り、「常務取締役」としてチーム編成を担った。
根本陸夫は、西武ライオンズの監督を退任した1981年シーズンオフから「球団管理部長」として、また1993年から福岡ダイエーホークスで「代表取締役専務兼監督」として、監督退任後は「代表取締役専務（のちに社長）」として、「球界の寝業師」との異名を取るGM的役割を果たし、チーム力向上に大きな業績を残した。
NPBにおいて「ゼネラルマネージャー」の肩書きを名乗った第1号は、1995年に千葉ロッテマリーンズのGMに就任した広岡達朗である。しかし当時はGMとしての業務範囲が明確でなかった上、監督・選手・フロントとの意見の食い違いおよび対立が生まれたことから、2年で退団した。
中日・阪神タイガース・東北楽天ゴールデンイーグルスの監督を歴任した星野仙一は、阪神監督退任後の2004年から2009年まで同球団の「球団オーナー付シニアディレクター」として、GMに近い活動を展開していた。2011年から所属した楽天では監督・シニアディレクターを経て、2015年9月7日付で球団のナンバー3に相当する「取締役副会長」に就任。代表権を保持しないものの、球団の編成・ドラフト戦略・経営に関与する権限を有する現場の総責任者として、従来のGMを上回る役割を担った（在職中の2018年1月4日に死去）。
2012年8月からは、阪神の監督やオリックスのGM・監督を歴任した中村勝広が、阪神球団初のGMに就任した。しかし中村は、チームの東京遠征に帯同していた2015年9月23日に急死し、同年10月1日付の人事異動を機に当面の間GM職を廃止することになったが、同年監督を退任した和田豊が「オーナー付シニアアドバイザー」の肩書きで、中村の役割を引き継いだ。
中日では、かつて選手・監督として在籍していた落合博満が、2014年シーズンからGMを務めていたが、2017年1月限りで退団。同時にGM職も廃止された。2019年シーズンは前年限りで監督を退任した森繁和が、「シニアディレクター」の肩書で編成統括を担当し、同年退任、退団している。
読売ジャイアンツでは、2004年に清武英利が「編成本部長兼球団代表」の立場でGMを務め、育成選手制度の拡充などに手腕をふるったが、2011年11月に球団会長で親会社の読売新聞グループ本社代表取締役の渡邉恒雄を批判した、いわゆる「清武の乱」を起こし、すべての役職を解任された。清武が去った後は、球団代表の原沢敦を経て、2015年5月からは読売新聞東京本社運動部長で2度の巨人への出向経験がある堤辰佳が編成本部長兼任でGMに就任。2017年6月からはOBでGM特別補佐だった鹿取義隆が専任としてGMを務めたが、全員が成績不振を理由に退任している。

#### プロバスケットボール
日本のバスケットボール界では1996年に廃部となったマツダアンフィニ東京の後継として設立されたクラブチーム、所沢ブロンコス（現：さいたまブロンコス）においてマツダアンフィニ東京元選手・広報の成田俊彦がGMに就任した。
2000年に日本初のプロバスケットボールクラブである新潟アルビレックスBBが発足された際、元男子日本代表ヘッドコーチの河内敏光が社長と兼任する形でGMに就任した。
2005年に埼玉と新潟は、バスケットボール日本リーグ機構（旧JBL）及び日本バスケットボール協会を離脱して、日本プロバスケットボールリーグ（bjリーグ）を設立。同リーグに参加した球団の多くがGM職を設けた。河内は新潟GMを辞してコミッショナーに就任し、新潟GMは河内同様歴代社長が兼務した後、2015年に中村和雄がヘッドコーチと兼務する形で就任。参加チームのひとつであった東京アパッチでは、2シーズン目となる2006-07シーズンに、元プロ野球選手・監督の東尾修をGMに招いた。
bjリーグに対抗するべく旧JBLを再編する形で設立された日本バスケットボールリーグ（新JBL）では、元アメリカンフットボール選手の山谷拓志がリンク栃木ブレックス初代GMを務め、2008年度から2年連続で日本トップリーグ連携機構加盟リーグのGM等に贈られるトップリーグトロフィーを受賞した。山谷はJBLの後身であるナショナル・バスケットボール・リーグ（NBL）発足時に同リーグの専務理事兼COOに就任した。
2016年にbjリーグとNBLを統合して発足されたジャパン・プロフェッショナル・バスケットボールリーグ（Bリーグ）では、多くのクラブでGMあるいはそれに類する役職が置かれているが、社長やHCが兼任するクラブや単独のGM職を置くクラブ、チーム統括などがGMの役割を果たすクラブなど様々である。また、GMに次ぐ役職として、アシスタントGMを設置するクラブも存在する。鹿児島レブナイズでは2017年に経営危機に陥った際、選手兼GMの林亮太が選手代表として鹿児島にレブナイズを残す会の代表を務め、クラブの経営側の役職であるはずのGMが労働者側の選手会代表を務めるという体制となるなど、BリーグにおけるGMの定義はあいまいである。

### 主なGM職担当者

#### 野球

##### NPB
- 王貞治（福岡ソフトバンクホークス取締役会長 終身GM） 2009年 -
- 三笠杉彦（福岡ソフトバンクホークス取締役GM 球団統括本部長） 2019年 -
- 石井一久（東北楽天ゴールデンイーグルス取締役GM） 2018年8月 - 2022年、2025年 - （2024年はシニアディレクター）
- 福良淳一（オリックス・バファローズGM兼チーム編成部長） 2019年 -
- 小川淳司（東京ヤクルトスワローズ） 2020年 -　（2015年～2017年はシニアディレクター）

##### 独立リーグ
- 小野剛（福島ホープス） 2014年11月4日 - 2018年11月21日
- 江本孟紀（高知ファイティングドッグス、総監督） 2015年10月26日 -
- 西岡剛（北九州下関フェニックス、総監督） 2024年2月16日 -
- 谷口功一（大阪ゼロロクブルズ、GM兼コーチ）2021年 - [注釈 2]
- 藤井秀悟（06BULLS→大阪ゼロロクブルズ、GM補佐兼投手コーチ）2022年 - 2023年
- 星野おさむ（福島レッドホープス、総合コーチ） 2018年11月22日 -

##### MLB
- ビリー・ビーン（オークランド・アスレチックス）
- セオ・エプスタイン（シカゴ・カブス、2002年から2011年まではボストン・レッドソックス）
- ベン・チェリントン（ボストン・レッドソックス）
- ブライアン・キャッシュマン（ニューヨーク・ヤンキース）
- アンドリュー・フリードマン（タンパベイ・レイズ）
- ジャック・ズレンシック（シアトル・マリナーズ）
- アレックス・アンソポロス（トロント・ブルージェイズ）
- トニー・リーギンス（ロサンゼルス・エンゼルス）
- アンディ・マクフェイル（ボルチモア・オリオールズ）

#### サッカー

##### Jリーグ
全国地方公共団体コード準拠
- 三上大勝（北海道コンサドーレ札幌）
- 新里裕之（ブラウブリッツ秋田）
- 中井川茂敏（モンテディオ山形）
- 竹鼻快（福島ユナイテッドFC、ガイナーレ鳥取）
- 細貝萌（ザスパ群馬 2025年4月 - 社長兼任）
- 中村修三（浦和レッドダイヤモンズ）
- 祖母井秀隆（ジェフユナイテッド市原・千葉、京都サンガF.C.）
- 竹本一彦（東京ヴェルディ 2015年1月 - 、2006年 - 2008年柏レイソルGM）
- 永井秀樹（東京ヴェルディ 2017年 - GM補佐）
- 唐井直（ジェフユナイテッド市原・千葉 強化担当部長、2010年 - 2012年FC町田ゼルビアGM、2002年 - 2006年東京ヴェルディGM）
- 福家三男（川崎フロンターレ）
- 奥寺康彦（横浜FC）
- 大榎克己（清水エスパルス）
- 西川圭史（ツエーゲン金沢）
- 佐久間悟（ヴァンフォーレ甲府）
- 加藤善之（松本山雅FC）
- 山口素弘（名古屋グランパス）
- 岡野雅行（ガイナーレ鳥取）
- 鈴木徳彦（ファジアーノ岡山）
- 上野山信行（カマタマーレ讃岐）
- 佐伯真道（愛媛FC）
- 織田秀和（ロアッソ熊本）
- 李済華（FC琉球）

##### リーガ・エスパニョーラ
- プレドラグ・ミヤトビッチ（レアル・マドリード）

##### プレミアリーグ
- ピーター・ケニオン（チェルシーFC）
- デイビッド・ジル（マンチェスター・ユナイテッド）

##### セリエA
- アレッシオ・セッコ（ユヴェントス）

##### ブンデス・リーガ
- ウリ・ヘーネス（バイエルン・ミュンヘン）

#### バスケットボール

##### Bリーグ
- 清永貴彦（レバンガ北海道 チーム統括）
- 北舘洋一郎（岩手ビッグブルズ CEO兼任）
- 大場清悦（秋田ノーザンハピネッツ）
- 上原和人（茨城ロボッツ）
- 池内勇太（千葉ジェッツふなばし）
- 鎌田眞吾（宇都宮ブレックス 2020年までは社長兼任）
- 高島正人（アルバルク東京）
- 渡邉拓馬（京都ハンナリーズ）
- 大江田孝幸（サンロッカーズ渋谷）
- 阿部達也（大阪エヴェッサ）
- 黒田祐（富山グラウジーズ 社長兼任）
- 藤川聡（信州ブレイブウォリアーズ）
- 竹田謙（横浜ビー・コルセアーズ）
- 鹿毛誠一郎（三遠ネオフェニックス アシスタントGM）
- 坂井信介（滋賀レイクスターズ 社長兼任）
- 清水良規（大阪エヴェッサ）
- 末松勇人（島根スサノオマジック）
- 浦伸嘉（広島ドラゴンフライズ 社長兼任）
- 西井辰朗（熊本ヴォルターズ）
- 木村達郎（琉球ゴールデンキングス 社長兼任）

##### B3リーグ
- 成田俊彦（埼玉ブロンコス 社長兼任）
- 向井昇（東京エクセレンス 社長兼任）
- 宮田諭（東京エクセレンス 選手兼任アシスタントGM）
- 小牧正英（鹿児島レブナイズ 社長兼任）

##### NBA
- ジョー・デュマース（デトロイト・ピストンズ）
- パット・ライリー（マイアミ・ヒート）
- ジョン・パクソン（シカゴ・ブルズ）
- ジェリー・ウェスト （ロサンゼルス・レイカーズ,メンフィス・グリズリーズ）
- R・C・ビュフォード（サンアントニオ・スパーズ）

#### ラグビー
- 尾関弘樹（サントリーサンゴリアス）
- 田井中亮範（ヤマハ発動機ジュビロ）
- 高橋一彰（トヨタ自動車ヴェルブリッツ）
- 木村雅裕（近鉄ライナーズ）

#### フットサル
- 櫻井嘉人（名古屋オーシャンズ)

#### ビーチバレー
- 川合俊一（トヨタ自動車ビーチバレーボール部）

#### バレーボール
- 平野信孝（JTサンダース）

#### 陸上競技
- 岩田雅人（パナソニック女子陸上競技部）

#### プロレス
- 今林久弥（DDT 2010年8月 - 2017年8月（鶴見亜門として）、2021年2月 - ）
- 工藤めぐみ（ZERO1 2020年7月 - ）
- 斎藤了（DRAGON GATE 2021年8月 - ）

### 過去の主なGM職担当者

#### NPB
- 根本陸夫（西武ライオンズ管理部長 1981年 - 1993年、福岡ダイエーホークス代表取締役専務/代表取締役社長 1993年 - 2000年）
- 大沢啓二（日本ハムファイターズ常務取締役 1984年 - 1992年）
- 広岡達朗（千葉ロッテマリーンズ 1994年 - 1996年）
- 清武英利（読売ジャイアンツ取締役編成本部長オーナー代行兼GM 2004年8月 - 2011年11月）
- 中村勝広（オリックス・ブルーウェーブ常務取締役GM 2003年9月 - 2005年、オリックス・バファローズ取締役球団本部長 2008年 - 2009年、阪神タイガース 2012年9月 - 2015年9月23日）
- 星野仙一（阪神タイガースオーナー付シニアディレクター 2005年 - 2010年、東北楽天ゴールデンイーグルス取締役副会長 2015年9月7日 - 2018年1月4日）
- 高田繁（北海道日本ハムファイターズ 2005年 - 2007年、横浜DeNAベイスターズ 2011年12月 - 2018年10月）
- 村上忠則（横浜ベイスターズ取締役チーム運営部門統括 2006年10月 - 2009年10月）
- マーティ・キーナート（東北楽天ゴールデンイーグルス 2004年10月 - 2005年4月29日）
- 山田正雄（北海道日本ハムファイターズ 2008年 - 2014年12月。GM退任後はスカウト顧問）
- 岡田彰布（オリックス・バファローズ監督・編成全権 2009年10月13日 - 2012年9月25日）
- 原沢敦（読売ジャイアンツ球団代表 2011年11月 - 2015年5月）
- 落合博満（中日ドラゴンズ 2013年10月 - 2017年1月）
- 吉村浩（北海道日本ハムファイターズ取締役チーム統括本部長兼GM、 2015年1月 - 2021年10月）
- 堤辰佳（読売ジャイアンツ編成本部長兼GM  2015年5月 - 2017年6月12日）
- 鹿取義隆（読売ジャイアンツ編成本部長兼GM 2017年6月13日 - 2018年10月11日）
- 渡辺久信（埼玉西武ライオンズ 2019年 - 2024年（2013年10月～2018年はシニアディレクター、編成部長））
- 稲葉篤紀（北海道日本ハムファイターズGM兼スポーツ・コミュニティー・オフィサー 2021年10月 - 2023年11月）

#### MLB
- リー・マクフェイル（ボルチモア・オリオールズ）
- J・P・リッチアーディ（トロント・ブルージェイズ）
- ビル・バベシ（シアトル・マリナーズ）
- オマー・ミナヤ（ニューヨーク・メッツ）
- ボブ・ワトソン（ヒューストン・アストロズ、ニューヨーク・ヤンキース[12]）

#### Jリーグ
- 横山謙三（浦和レッドダイヤモンズ）
- 森孝慈（横浜マリノス、浦和レッドダイヤモンズ）
- 岡本武行（大宮アルディージャ）
- 大西忠生（ザスパクサツ群馬）
- 植木繁晴（ザスパクサツ群馬）
- 菅原宏（ザスパクサツ群馬）
- 久米一正（清水エスパルス、柏レイソル、名古屋グランパス）
- 竹本一彦（柏レイソル）
- 田中孝司（ベガルタ仙台）
- 小倉隆史（名古屋グランパス）
- 下條佳明（名古屋グランパス）
- 西村昭宏（セレッソ大阪）
- 三浦泰年（ヴィッセル神戸）
- 木村浩吉（横浜F・マリノス）
  - 溝畑宏（大分トリニータ ）
- 今西和男（サンフレッチェ広島、FC岐阜）
- 高田豊治（サンフレッチェ広島 ）
- 本谷祐一（サンフレッチェ広島 社長兼任）
- 中田仁司（徳島ヴォルティス）
- 沢入重雄（カターレ富山）
- 服部順一（FC岐阜、V・ファーレン長崎）
- 池谷友良（ロアッソ熊本）

#### リーガ・エスパニョーラ
- ホルヘ・バルダーノ（レアル・マドリード）

#### Bリーグ
- 間橋健生（仙台89ERS 2009年 - 2017年）
- 小川直樹（横浜ビー・コルセアーズ 2011年 - 2017年）
- 西明生（広島ドラゴンフライズ 2014年 - 2017年）

#### bjリーグ
- 中村彰久（仙台89ERS）
- 東尾修（東京アパッチ）
- 中村和雄（新潟アルビレックスBB ヘッドコーチ兼任）

#### JBLスーパーリーグ
- 河内敏光（新潟アルビレックス）

#### NBDL
- 辻秀一（東京エクセレンス 代表兼任）

#### ラグビー
- 平尾誠二（神戸製鋼コベルコスティーラーズ）
- 太田治（ラグビー日本代表）
- 岩渕健輔（ラグビー日本代表）

#### プロレス
- 仲田龍（プロレスリング・ノア取締役渉外部長/取締役統括本部長/GM 2000年8月 - 2012年3月）
- 宮戸優光（IGF 2008年9月 - 2012年7月）
- 秋山準（全日本プロレス取締役 2019年7月 - 2020年1月）

#### 女子プロレス
- 風香（スターダム 2011年1月 - 2018年3月)

#### キックボクシング
- 小林聡（全日本キックボクシング連盟）

#### NFL
- ジョン・イジック（ニューヨーク・ジェッツ、-2014年12月）